# Dover (New Hampshire)
Pour les articles homonymes, voir Dover.
La ville de Dover est le siège du comté de Strafford, dans l’État du New Hampshire, aux États-Unis. Selon le recensement de 2010, sa population s’élève à 29 987 habitants.

## Géographie
Dover est située sur la rive de la rivière Piscataqua.

## Histoire
Dover est la ville la plus ancienne de l’État et la septième en termes de population. Les Amérindiens Abénaquis appelaient le lieu Wecohamet. Le peuplement de la région commence en 1623 et la localité, d’abord appelée Hilton’s Point, reçoit son nom en 1637 du gouverneur d’alors, le révérend George Burdett. En 1639, elle est rebaptisée Northam, avant de reprendre son nom d’origine. Elle est incorporée en tant que ville en 1855. De nos jours, elle est surnommée « The Garrison City ».

## Démographie
| Groupe            | Dover | New Hampshire | États-Unis |
| ----------------- | ----- | ------------- | ---------- |
| Blancs            | 90,6  | 93,1          | 72,4       |
| Asiatiques        | 4,6   | 2,5           | 4,8        |
| Métis             | 2,3   | 1,6           | 2,9        |
| Afro-Américains   | 1,7   | 1,4           | 12,6       |
| Autres            | 0,7   | 1,0           | 6,4        |
| Amérindiens       | 0,2   | 0,2           | 0,9        |
| Total             | 100   | 100           | 100        |
|                   |       |               |            |
| Latino-Américains | 2,2   | 2,8           | 16,7       |

Selon l’American Community Survey, pour la période 2011-2015, 91,28 % de la population âgée de plus de 5 ans déclare parler anglais à la maison, alors que 1,19 % déclare parler le français, 1,14 % l'espagnol, 0,72 % le japonais, 0,51 % l'arabe et 5,17 % une autre langue.